# Pedro I de Saboya
Pedro I (1048-9 de julio de 1078), fue conde de Saboya y marqués de Turín junto con su hermano Amadeo II de Saboya desde 1060 hasta 1078. En apariencia gobernó solo, pero el poder real lo poseía su madre, Adelaida de Susa. 
Era hijo de Otón I y de su esposa Adelaida de Susa (o de Turín).

### Matrimonio e hijos
Se casó con Inés de Poitiers, hija de Guillermo VII de Aquitania, con la que tuvo tres hijas:
- Inés de Saboya, condesa de Turín, que se casó en 1080 con Federico de Montbéliard († 1091), Margrave de Turín.[3]
- Alicia, quien se casó con Bonifacio del Vasto, marqués de Savona.
- Berta (1075-1111), quien, en 1097, se casó con el rey Pedro I de Aragón,[2] rey de Navarra y conde de Sobrarbe y Ribagorza.